# Cavern Club

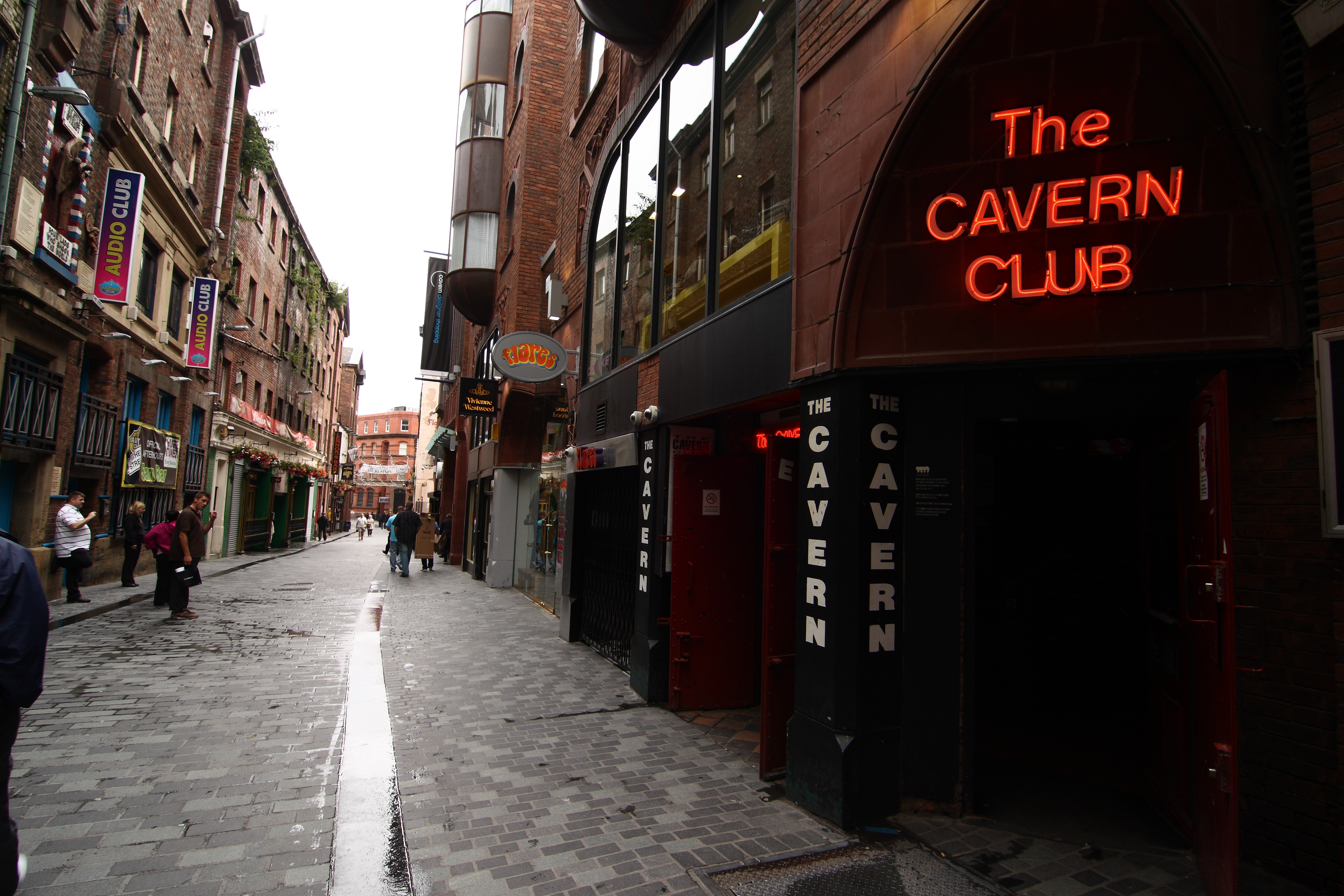
De Cavern Club in Mathew Street

Cavern Club is een club in Liverpool die bestaat sinds 16 januari 1957. Het was in eerste instantie een jazzclub, maar werd in de jaren 60 een rock 'n' roll club. De club geniet vooral bekendheid vanwege The Beatles die hier op 2 augustus 1961 voor de eerste maal als huisband optraden en er later, op 9 november 1961, kennis maakten met hun latere manager Brian Epstein. In totaal traden ze hier 292 keer op tussen 1961 en 1963. De coverband The Cavern Beatles zijn hier naar vernoemd en treedt nog regelmatig op in de Cavern Club, alsmede vele andere coverbands zoals "The Shakers", "The Mersey Beatles", "Made in Liverpool" en rock 'n' roll party bands zoals "The Rockits".
Een van de Beatles, Ringo Starr, had al eerder opgetreden in de club, namelijk in 1957 met de Eddie Clayton Skiffle Group en op 25 mei 1960 met zijn toenmalige band Rory Storm & the Hurricanes. 
Cilla Black werkte in de garderobe van de Cavern Club en kwam zo in contact met The Beatles en Brian Epstein, die haar zangcarrière lanceerden.
In februari 1966 viel het doek voor de oorspronkelijke Cavern Club. De laatste groepen die op het originele podium optraden waren Rory Storm & the Hurricanes en de lokale band The Hidaways.
Later werd The Cavern heropend en zouden o.a. de toen nog relatief onbekende bands Status Quo en Queen (1970) en Suzi Quatro (1972) nog optreden in de club op de oorspronkelijke locatie. De Cavern Club werd in 1973 afgebroken. Vijfduizend stenen werden geveild en kwamen onder meer terecht in musea als het Egri Road Beatles Múzeum in Hongarije en Museo Beatle in Argentinië. In zowel 1984 als in 1991 werd de club, op een andere locatie, heropend.

## Muzikanten die tot 1966 in Cavern Club hebben gespeeld (selectie)
- Big Bill Broonzy (1957)
- Eddie Clayton Skiffle Group (1957, met Ringo Starr)
- The Quarrymen (1957 en 1958, met John Lennon en in 1958 ook met Paul McCartney)
- Lonnie Donegan (1958)
- Rory Storm & the Hurricanes (1959-1966)
- Gerry & the Pacemakers (vanaf 1960)
- The Beatles (1961-1963)
- Cilla Black (vanaf 1961)
- The Searchers (vanaf 1962)
- The Yardbirds (1964)
- The Undertakers (1964)
- The Rolling Stones (1964)
- John Lee Hooker (1964)
- Howlin' Wolf (1964)
- John Mayall's Bluesbreakers (1964)
- Memphis Slim (1964)
- The Kinks (1964)
- The Who (1965)
- Solomon Burke (1966)
- The Hideaways (1966)